# German Open 1999 (Badminton)
Die German Open 1999 im Badminton fanden im Oktober 1999 in Duisburg statt. Die Finalspiele wurden am 10. Oktober 1999 ausgetragen. Das Preisgeld betrug 50.000 USD.

## Austragungsort
- Rhein-Ruhr-Halle

## Sieger und Platzierte
| Disziplin    | Gold                        | Silber                            | Bronze                                   |
| ------------ | --------------------------- | --------------------------------- | ---------------------------------------- |
| Herreneinzel | Xia Xuanze                  | Pullela Gopichand                 | Xiao Hui                                 |
| Herreneinzel | Xia Xuanze                  | Pullela Gopichand                 | James Chua                               |
| Dameneinzel  | Tang Chunyu                 | Marina Andrievskaia               | Zhou Mi                                  |
| Dameneinzel  | Tang Chunyu                 | Marina Andrievskaia               | Yasuko Mizui                             |
| Herrendoppel | Lee Wan Wah Choong Tan Fook | Peter Axelsson Pär-Gunnar Jönsson | Ade Lukas Santoso Sugiharjo              |
| Herrendoppel | Lee Wan Wah Choong Tan Fook | Peter Axelsson Pär-Gunnar Jönsson | Chew Choon Eng Rosman Razak              |
| Damendoppel  | Chen Lin Jiang Xuelian      | Qin Yiyuan Gao Ling               | Yoshiko Iwata Haruko Matsuda             |
| Damendoppel  | Chen Lin Jiang Xuelian      | Qin Yiyuan Gao Ling               | Tang Chunyu Zhou Mi                      |
| Mixed        | Lars Paaske Jane F. Bramsen | Janek Roos Marlene Thomsen        | Yuzo Kubota Haruko Matsuda               |
| Mixed        | Lars Paaske Jane F. Bramsen | Janek Roos Marlene Thomsen        | Vladislav Druzchenko Viktoria Evtushenko |

## Finalergebnisse
| Disziplin    | Sieger                      | Finalist                          | Ergebnis          |
| ------------ | --------------------------- | --------------------------------- | ----------------- |
| Herreneinzel | Xia Xuanze                  | Pullela Gopichand                 | 15–4, 13–15, 15–4 |
| Dameneinzel  | Tang Chunyu                 | Marina Andrievskaia               | 7–11, 11–6, 11–2  |
| Herrendoppel | Lee Wan Wah Choong Tan Fook | Peter Axelsson Pär-Gunnar Jönsson | 15–9, 15–6        |
| Damendoppel  | Chen Lin Jiang Xuelian      | Qin Yiyuan Gao Ling               | 15–13, 15–13      |
| Mixed        | Lars Paaske Jane F. Bramsen | Janek Roos Marlene Thomsen        | 15–10, 15–11      |

## Herreneinzel Qualifikation
- Andreas Wölk –  Marek Bujak: 6-15 / 15-11 / 15-3
- Kazuhiro Shimogami –  Michał Łogosz: 15-7 / 15-3
- Graham Simpson –  Wilfried Vranken: 15-12 / 16-17 / 15-7
- Steve Marvin –  Stacey Bouwman: 15-10 / 15-8
- Pedro Vanneste –  Björn Decker: 17-16 / 17-14
- Marián Šulko –  Petr Martinec: 15-4 / 15-0
- Marc Hannes –  Franklin Wahab: 15-6 / 15-7
- Xiao Hui –  Roman Spitko: 15-13 / 15-0
- Graeme Smith –  David Vandewinkel: 15-12 / 15-8
- Jens Roch –  Enrico Galeani: 15-1 / 15-10
- Rune Massing –  Frédéric Mawet: 15-9 / 15-3
- Martin Delfs –  Norman Eby: 15-7 / 8-15 / 15-3
- Jan Fröhlich –  Pavel Mečár: 15-9 / 15-5
- Mike Joppien –  Wouter Claes: 15-11 / 15-3
- Björn Joppien –  Patrick Boonen: 15-4 / 15-3
- Przemysław Wacha –  Eric Pang: 15-6 / 15-5
- Kazuhiro Shimogami –  Andreas Wölk: 15-7 / 15-7
- Steve Marvin –  Graham Simpson: 15-2 / 15-6
- Pedro Vanneste –  Marián Šulko: 15-10 / 6-15 / 15-7
- Xiao Hui –  Marc Hannes: 15-7 / 15-3
- Jens Roch –  Graeme Smith: 15-2 / 15-5
- Martin Delfs –  Rune Massing: 15-4 / 15-5
- Mike Joppien –  Jan Fröhlich: 15-4 / 15-5
- Björn Joppien –  Przemysław Wacha: 15-7 / 15-5

## Herreneinzel
- Daniel Eriksson –  Tjitte Weistra: 15-6 / 15-3
- James Chua –  Sachin Ratti: 15-10 / 15-12
- Dmitry Miznikov –  Ruud Kuijten: 15-8 / 11-15 / 15-9
- Peter Janum –  Ian Maywald: 12-15 / 15-3 / 15-3
- Niels Christian Kaldau –  Steve Isaac: 15-12 / 15-7
- Pullela Gopichand –  Jan Vondra: 15-4 / 15-1
- Kazuhiro Shimogami –  George Rimarcdi: 17-15 / 15-7
- Mark Constable –  Rehan Khan: 15-10 / 15-9
- Jason Wong –  Henrik Bengtsson: 15-8 / 15-7
- Abhinn Shyam Gupta –  Fumihiko Machida: 15-9 / 15-12
- Yeoh Kay Bin –  Andrej Pohar: 15-11 / 15-2
- Xia Xuanze –  Bertrand Gallet: 17-14 / 15-10
- Xiao Hui –  Martin Hagberg: 15-7 / 15-5
- Ismail Saman –  Michael Edge: 15-13 / 15-7
- Conrad Hückstädt –  Richard Doling: 15-7 / 5-15 / 15-8
- Nikhil Kanetkar –  Martin Delfs: 15-8 / 15-3
- Yohan Hadikusumo Wiratama –  Jürgen Koch: 15-9 / 15-6
- James Chua –  Daniel Eriksson: 15-2 / 12-15 / 15-10
- Oliver Pongratz –  Björn Joppien: 13-15 / 15-1 / 15-8
- Peter Janum –  Dmitry Miznikov: 15-12 / 15-3
- Ji Xinpeng –  Konstantin Tatranov: 15-8 / 15-6
- Pullela Gopichand –  Niels Christian Kaldau: 15-11 / 8-15 / 15-4
- Rasmus Wengberg –  Sairul Amar Ayob: 15-12 / 15-9
- Mark Constable –  Kazuhiro Shimogami: 15-3 / 7-15 / 15-8
- Jason Wong –  Abhinn Shyam Gupta: 15-11 / 15-9
- Colin Haughton –  Joachim Fischer Nielsen: 15-3 / 17-15
- Xia Xuanze –  Yeoh Kay Bin: 15-7 / 15-1
- Rony Agustinus –  Klaus Raffeiner: 15-9 / 15-4
- Xiao Hui –  Ismail Saman: 15-8 / 8-15 / 15-10
- Vladislav Druzchenko –  Bruce Flockhart: 15-4 / 15-5
- Nikhil Kanetkar –  Conrad Hückstädt: 15-8 / 15-8
- Thomas Johansson –  Gerben Bruijstens: 11-15 / 15-1 / 15-12
- James Chua –  Yohan Hadikusumo Wiratama: 10-15 / 15-13 / 15-7
- Oliver Pongratz –  Peter Janum: 15-7 / 15-9
- Pullela Gopichand –  Ji Xinpeng: 15-13 / 15-9
- Mark Constable –  Rasmus Wengberg: 15-10 / 15-9
- Jason Wong –  Colin Haughton: 15-11 / 15-3
- Xia Xuanze –  Rony Agustinus: 13-15 / 15-11 / 15-8
- Xiao Hui –  Vladislav Druzchenko: 15-9 / 15-3
- Nikhil Kanetkar –  Thomas Johansson: 15-3 / 4-15 / 15-9
- James Chua –  Oliver Pongratz: 10-15 / 15-3 / 15-10
- Pullela Gopichand –  Mark Constable: 15-5 / 15-4
- Xia Xuanze –  Jason Wong: 15-10 / 15-8
- Xiao Hui –  Nikhil Kanetkar: 15-4 ret.
- Pullela Gopichand –  James Chua: 15-17 / 15-0 / 15-8
- Xia Xuanze –  Xiao Hui: 15-3 / 15-5
- Xia Xuanze –  Pullela Gopichand: 15-3 / 13-15 / 15-4

## Dameneinzel Qualifikation
- Stefanie Müller –  Wendy Taylor: 11-8 / 11-1
- Karina de Wit –  Petra Schrott: 11-0 / 11-3
- Kamila Augustyn –  Ginny Severien: 11-9 / 11-7
- Nathalie Descamps –  Juliane Schenk: 11-5 / 11-5
- Tang Chunjue –  B. R. Meenakshi: 11-2 / 11-8
- Agnese Allegrini –  Julia Suchan: 11-1 / 11-5
- Takako Ida –  Lonneke Janssen: 11-3 / 11-3
- Petra Overzier –  Emma Constable: 11-6 / 11-3
- Ng Ching –  Stefanie Müller: 3-11 / 11-8 / 11-9
- Karina de Wit –  Heidi Dössing: 11-8 / 11-3
- Kamila Augustyn –  Anne Hönscheid: 13-10 / 11-3
- Sun Jian –  Nathalie Descamps: 11-2 / 11-1
- Tang Chunjue –  Natalia Golovkina: 11-4 / 11-2
- Carolien Glebbeek –  Agnese Allegrini: 11-8 / 11-2
- Takako Ida –  Katarzyna Krasowska: 11-2 / 11-6
- Petra Overzier –  Fiona Sneddon: 11-2 / 11-6

## Dameneinzel
- Zhou Mi –  Sandra Dimbour: 11-2 / 11-1
- Mia Audina –  Karolina Ericsson: 11-5 / 11-6
- Louisa Koon Wai Chee –  Miho Tanaka: 4-11 / 13-10 / 11-4
- Christina Sørensen –  Maja Pohar: 11-9 / 11-5
- Kanako Yonekura –  Karina de Wit: 11-5 / 11-5
- Elena Nozdran –  Neelima Chowdary: 5-11 / 11-1 / 11-4
- Marina Andrievskaia –  Neli Boteva: 13-10 / 7-11
- Tang Chunjue –  Natalja Esipenko: 11-5 / 11-3
- Takako Ida –  Markéta Koudelková: 11-6 / 11-3
- Margit Borg –  Chan Mei Mei: 11-6 / 11-3
- Ling Wan Ting –  Heike Schönharting: 11-8 / 7-11 / 11-1
- Aparna Popat –  Joanna Szleszyńska: 11-0 / 11-6
- Johanna Holgersson –  Jill Pittard: 11-5 / 11-5
- Yasuko Mizui –  Sun Jian: 11-1 / 11-8
- Nicole Grether –  Sandra Watt: w.o.
- Tracey Hallam –  Ella Diehl: w.o.
- Zhou Mi –  Mia Audina: 11-8 / 11-6
- Louisa Koon Wai Chee –  Christina Sørensen: 11-3 / 11-3
- Kanako Yonekura –  Nicole Grether: 2-11 / 11-5 / 11-8
- Marina Andrievskaia –  Elena Nozdran: 11-2 / 13-10
- Tang Chunjue –  Tracey Hallam: 11-0 / 11-8
- Margit Borg –  Takako Ida: 11-5 / 11-9
- Aparna Popat –  Ling Wan Ting: 7-11 / 11-7 / 13-12
- Yasuko Mizui –  Johanna Holgersson: 11-5 / 11-1
- Zhou Mi –  Louisa Koon Wai Chee: 11-4 / 11-1
- Marina Andrievskaia –  Kanako Yonekura: 11-8 / 7-11 / 13-11
- Tang Chunjue –  Margit Borg: 11-4 / 11-0
- Yasuko Mizui –  Aparna Popat: 11-8 / 11-4
- Marina Andrievskaia –  Zhou Mi: 5-11 / 11-5 / 11-9
- Tang Chunjue –  Yasuko Mizui: 11-1 / 11-6
- Tang Chunjue –  Marina Andrievskaia: 7-11 / 11-6 / 11-2

## Damendoppel Qualifikation
- Heidi Bender /  Jessica Willems –  Nathalie Descamps /  Veerle Rakels: 9-15 / 15-7 / 15-11
- Sandra Beißel /  Anja Weber –  Joyce Cornelisse /  Annemieke van de Kolk: 15-13 / 15-8
- Loes Cuppen /  Kristel Jonathans –  Corina Herrle /  Melanie Herrle: 15-6 / 9-15 / 15-11
- Sandra Marinello /  Birgit Overzier –  Mirella Engelhardt /  Julia Suchan: 15-3 / 15-9
- Sandra Beißel /  Anja Weber –  Heidi Bender /  Jessica Willems: 15-1 / 15-0
- Carina Mette /  Karina Sørensen –  Liesbeth Dufraing /  Ann Soenens: 15-3 / 15-1

## Damendoppel
- Petra Overzier /  Juliane Schenk –  Michaela Peiffer /  Katrin Schmidt: 7-15 / 15-1 / 15-3
- Takae Masumo /  Chikako Nakayama –  Chan Mei Mei /  Louisa Koon Wai Chee: 15-7 / 15-3
- Viktoria Evtushenko /  Elena Nozdran –  Karina de Wit /  Ginny Severien: 15-11 / 15-8
- Chen Lin /  Jiang Xuelian –  Agnese Allegrini /  Maria Luisa Mur: 15-5 / 15-3
- Jenny Karlsson /  Anna Lundin –  Katarzyna Krasowska /  Joanna Szleszyńska: 9-15 / 15-11 / 15-10
- Sandra Beißel /  Anja Weber –  Emma Constable /  Tracey Hallam: 15-12 / 15-6
- Angeline de Pauw /  Eny Widiowati –  Natalja Esipenko /  Natalia Golovkina: 15-10 / 15-8
- Tang Chunjue /  Zhou Mi –  Fiona Sneddon /  Sandra Watt: w.o.
- Gao Ling /  Qin Yiyuan –  Petra Overzier /  Juliane Schenk: 15-4 / 15-0
- Takae Masumo /  Chikako Nakayama –  Jane F. Bramsen /  Pernille Harder: 15-13 / 7-15 / 15-12
- Naomi Murakami /  Hiromi Yamada –  Viktoria Evtushenko /  Elena Nozdran: 15-6 / 15-13
- Chen Lin /  Jiang Xuelian –  Carolien Glebbeek /  Lonneke Janssen: 15-5 / 15-8
- Nicole Grether /  Karen Neumann –  Jenny Karlsson /  Anna Lundin: 15-10 / 15-4
- Sandra Beißel /  Anja Weber –  Anne Hönscheid /  Wiebke Schrempf: 15-11 / 15-8
- Yoshiko Iwata /  Haruko Matsuda –  Angeline de Pauw /  Eny Widiowati: 15-7 / 15-4
- Tang Chunjue /  Zhou Mi –  Nicol Pitro /  Anika Sietz: w.o.
- Gao Ling /  Qin Yiyuan –  Takae Masumo /  Chikako Nakayama: 15-8 / 15-9
- Tang Chunjue /  Zhou Mi –  Naomi Murakami /  Hiromi Yamada: 15-7 / 15-9
- Chen Lin /  Jiang Xuelian –  Nicole Grether /  Karen Neumann: 15-3 / 15-10
- Yoshiko Iwata /  Haruko Matsuda –  Sandra Beißel /  Anja Weber: 15-10 / 15-5
- Gao Ling /  Qin Yiyuan –  Tang Chunjue /  Zhou Mi: 15-5 / 15-1
- Chen Lin /  Jiang Xuelian –  Yoshiko Iwata /  Haruko Matsuda: 15-5 / 15-4
- Chen Lin /  Jiang Xuelian –  Gao Ling /  Qin Yiyuan: 15-13 / 15-13

## Herrendoppel Qualifikation
- Shen Li /  Yong Yudianto –  Jan Fröhlich /  Petr Martinec: 15-3 / 15-11
- Tijs Creemers /  Robert Frenk –  Guntur Hariono /  Maurice Niesner: 15-0 / 6-15 / 17-14
- Ian Maywald /  Xie Yangchun –  Rajeev Bagga /  Sandeep Singh Dhillon: 15-8 / 15-3
- Jesper Christensen /  Thomas Hovgaard –  Shen Li /  Yong Yudianto: 15-5 / 15-4
- Dharma Gunawi /  Boris Reichel –  Christian Böhmer /  Raphael Gross: 15-3 / 15-11
- Tijs Creemers /  Robert Frenk –  Kurt Nijs /  Wilfried Vranken: 15-9 / 17-15
- Ade Lukas /  Santoso Sugiharjo –  Ian Maywald /  Xie Yangchun: 15-11 / 15-11
- Marek Bujak /  Stefan Frey –  Arthur van Hamel /  Raymond van Hamel: 13-15 / 15-8 / 15-5
- Dharma Gunawi /  Boris Reichel –  Tijs Creemers /  Robert Frenk: 15-2 / 15-12

## Herrendoppel
- Jesper Mikla /  Janek Roos –  Peter Jeffrey /  David Lindley: 11-15 / 15-11 / 15-2
- Shinji Ohta /  Takuya Takehana –  Przemysław Wacha /  Piotr Żołądek: 5-9 / 15-8
- Björn Siegemund /  Andreas Wölk –  Graham Simpson /  Graeme Smith: 15-7 / 15-12
- Chew Choon Eng /  Rosman Razak –  Frédéric Mawet /  Pedro Vanneste: 15-1 / 15-2
- Joachim Fischer Nielsen /  Ove Svejstrup –  Jaseel P. Ismail /  Vincent Lobo: 15-11 / 11-15 / 15-8
- Christian Mohr /  Joachim Tesche –  Mike Edstrom /  Chris Hales: 15-13 / 15-9
- Cheng Rui /  Wang Wei –  James Anderson /  Graham Hurrell: 15-12 / 15-10
- Manuel Dubrulle /  Vincent Laigle –  Konstantin Dubs /  Roman Spitko: 15-7 / 15-10
- Ade Lukas /  Santoso Sugiharjo –  Enrico Galeani /  Simone Vincenzi: 15-1 / 15-4
- Kristof Hopp /  Thomas Tesche –  Patrick Boonen /  David Vandewinkel: 15-8 / 13-15 / 15-7
- Jesper Christensen /  Thomas Hovgaard –  Takuya Katayama /  Yuzo Kubota: 15-3 / 15-13
- Martin Lundgaard Hansen /  Lars Paaske –  Henrik Andersson /  Fredrik Bergström: 17-15 / 15-8
- Peter Axelsson /  Pär-Gunnar Jönsson –  Jesper Mikla /  Janek Roos: 15-5 / 10-15 / 15-7
- Shinji Ohta /  Takuya Takehana –  Björn Siegemund /  Andreas Wölk: 15-12 / 15-5
- Chew Choon Eng /  Rosman Razak –  Joéli Residay /  Jurgen van Leeuwen: 15-12 / 15-2
- Joachim Fischer Nielsen /  Ove Svejstrup –  Christian Mohr /  Joachim Tesche: 8-15 / 15-10 / 15-8
- Cheng Rui /  Wang Wei –  Manuel Dubrulle /  Vincent Laigle: 15-1 / 15-2
- Ade Lukas /  Santoso Sugiharjo –  Michał Łogosz /  Robert Mateusiak: 15-11 / 8-15 / 15-5
- Jesper Christensen /  Thomas Hovgaard –  Kristof Hopp /  Thomas Tesche: 15-5 / 15-7
- Choong Tan Fook /  Lee Wan Wah –  Martin Lundgaard Hansen /  Lars Paaske: 15-5 / 17-14
- Peter Axelsson /  Pär-Gunnar Jönsson –  Shinji Ohta /  Takuya Takehana: 15-10 / 15-4
- Chew Choon Eng /  Rosman Razak –  Joachim Fischer Nielsen /  Ove Svejstrup: 15-8 / 15-10
- Ade Lukas /  Santoso Sugiharjo –  Cheng Rui /  Wang Wei: 17-16 / 15-13
- Choong Tan Fook /  Lee Wan Wah –  Jesper Christensen /  Thomas Hovgaard: 15-7 / 15-12
- Peter Axelsson /  Pär-Gunnar Jönsson –  Chew Choon Eng /  Rosman Razak: 15-13 / 11-15 / 15-9
- Choong Tan Fook /  Lee Wan Wah –  Ade Lukas /  Santoso Sugiharjo: 15-12 / 17-15
- Choong Tan Fook /  Lee Wan Wah –  Peter Axelsson /  Pär-Gunnar Jönsson: 15-9 / 15-6

## Mixed
- Martin Lundgaard Hansen /  Pernille Harder –  Piotr Żołądek /  Kamila Augustyn: 15-12 / 15-3
- Cheng Rui /  Jiang Xuelian –  Klaus Raffeiner /  Petra Schrott: 15-3 / 15-5
- Vladislav Druzchenko /  Viktoria Evtushenko –  Jan Vondra /  Markéta Koudelková: 15-3 / 15-12
- Dmitry Miznikov /  Natalja Esipenko –  Boris Reichel /  Sandra Beißel: 15-11 / 15-13
- Christian Mohr /  Anne Hönscheid –  Enrico Galeani /  Agnese Allegrini: 15-8 / 15-9
- Janek Roos /  Marlene Thomsen –  Henrik Andersson /  Anna Lundin: 15-9 / 0-15 / 15-0
- Chen Qiqiu /  Chen Lin –  Ruud Kuijten /  Manon Albinus: 15-5 / 15-6
- Takuya Katayama /  Yoshiko Iwata –  Sebastian Ottrembka /  Anika Sietz: 15-8 / 15-2
- Lars Paaske /  Jane F. Bramsen –  Mathias Boe /  Karina Sørensen: 15-0 / 15-7
- Yuzo Kubota /  Haruko Matsuda –  Joachim Tesche /  Wiebke Schrempf: 15-10 / 15-8
- David Lindley /  Emma Constable –  Simone Vincenzi /  Maria Luisa Mur: 15-4 / 15-3
- Valeriy Strelcov /  Natalia Golovkina –  Andrej Pohar /  Maja Pohar: 15-12 / 15-6
- Martin Lundgaard Hansen /  Pernille Harder –  Michael Keck /  Nicol Pitro: 15-8 / 15-9
- Vladislav Druzchenko /  Viktoria Evtushenko –  Cheng Rui /  Jiang Xuelian: 17-15 / 7-15 / 15-13
- Dmitry Miznikov /  Natalja Esipenko –  Fumihiko Machida /  Yasuko Mizui: 15-12 / 7-15 / 15-10
- Janek Roos /  Marlene Thomsen –  Christian Mohr /  Anne Hönscheid: 15-7 / 15-9
- Chen Qiqiu /  Chen Lin –  Takuya Katayama /  Yoshiko Iwata: 15-1 / 15-2
- Lars Paaske /  Jane F. Bramsen –  Björn Siegemund /  Karen Neumann: 15-4 / 15-1
- Yuzo Kubota /  Haruko Matsuda –  David Lindley /  Emma Constable: 15-6 / 15-5
- Fredrik Bergström /  Jenny Karlsson –  Valeriy Strelcov /  Natalia Golovkina: 9-15 / 15-11 / 15-5
- Vladislav Druzchenko /  Viktoria Evtushenko –  Martin Lundgaard Hansen /  Pernille Harder: 15-12 / 15-9
- Janek Roos /  Marlene Thomsen –  Dmitry Miznikov /  Natalja Esipenko: 15-1 / 15-4
- Lars Paaske /  Jane F. Bramsen –  Chen Qiqiu /  Chen Lin: 15-7 / 15-12
- Yuzo Kubota /  Haruko Matsuda –  Fredrik Bergström /  Jenny Karlsson: 15-6 / 15-10
- Janek Roos /  Marlene Thomsen –  Vladislav Druzchenko /  Viktoria Evtushenko: 15-12 / 15-7
- Lars Paaske /  Jane F. Bramsen –  Yuzo Kubota /  Haruko Matsuda: 15-5 / 15-5
- Lars Paaske /  Jane F. Bramsen –  Janek Roos /  Marlene Thomsen: 15-10 / 15-11